# Là-haut perchés
Pour plus de détails, voir Fiche technique et Distribution.
Là-haut perchés est un film documentaire français réalisé par Raphaël Mathié et sorti en 2022.

## Synopsis
La vie à Chasteuil, hameau des Alpes-de-Haute-Provence.

## Fiche technique
- Titre : Là-haut perchés
- Réalisation : Raphaël Mathié
- Scénario : Raphaël Mathié et Léa Pernollet
- Photographie : Jean-Christophe Beauvallet et Raphaël Mathié
- Son / Montage son : Thomas Robert
- Étalonnage : Gadiel Bendelac
- Montage : Benoît Alavoine
- Production : La Luna Productions
- Distribution : Les Acacias
- Pays de production :  France
- Durée : 107 minutes
- Date de sortie : France - 2 mars 2022

## Distribution
- Pascal Béguin
- Corinne Bernard
- Philip Cosgrove
- Nick Harford,
- Michel Korber[2]
- Aric Leroy
- François Lesbros
- Christiane Restrelli
- An Vangheluwe
- Cyril Zamora